# Język alur
Język alur – język nilo-saharyjski z gałęzi nilotyckiej, używany obecnie przez 800–900 tys. osób w północno-zachodniej Ugandzie i północno-wschodniej Demokratycznej Republice Konga.
Wyróżnia się następujące dialekty języka alur:
- Jokot
- Jonam (używany głównie w Kongo)
- Mambisa
- Wanyoro

Język alur nie ma oficjalnie przyjętych zasad ortograficznych. Nieformalne konwencje ustaliły jednak ukazujące się w alur materiały i istniejące znaki drogowe.